# 토요타 마크 X
토요타 마크 X(Toyota Mark X)는 토요타가 2004년에 출시한 고급 중형 세단으로, 마크 II와 베로사의 통합 후속 차종으로 선보였다. 일본 내수 전용 차종이나, 중국에서는 레이즈라는 차명으로 판매되었다.

## 1세대

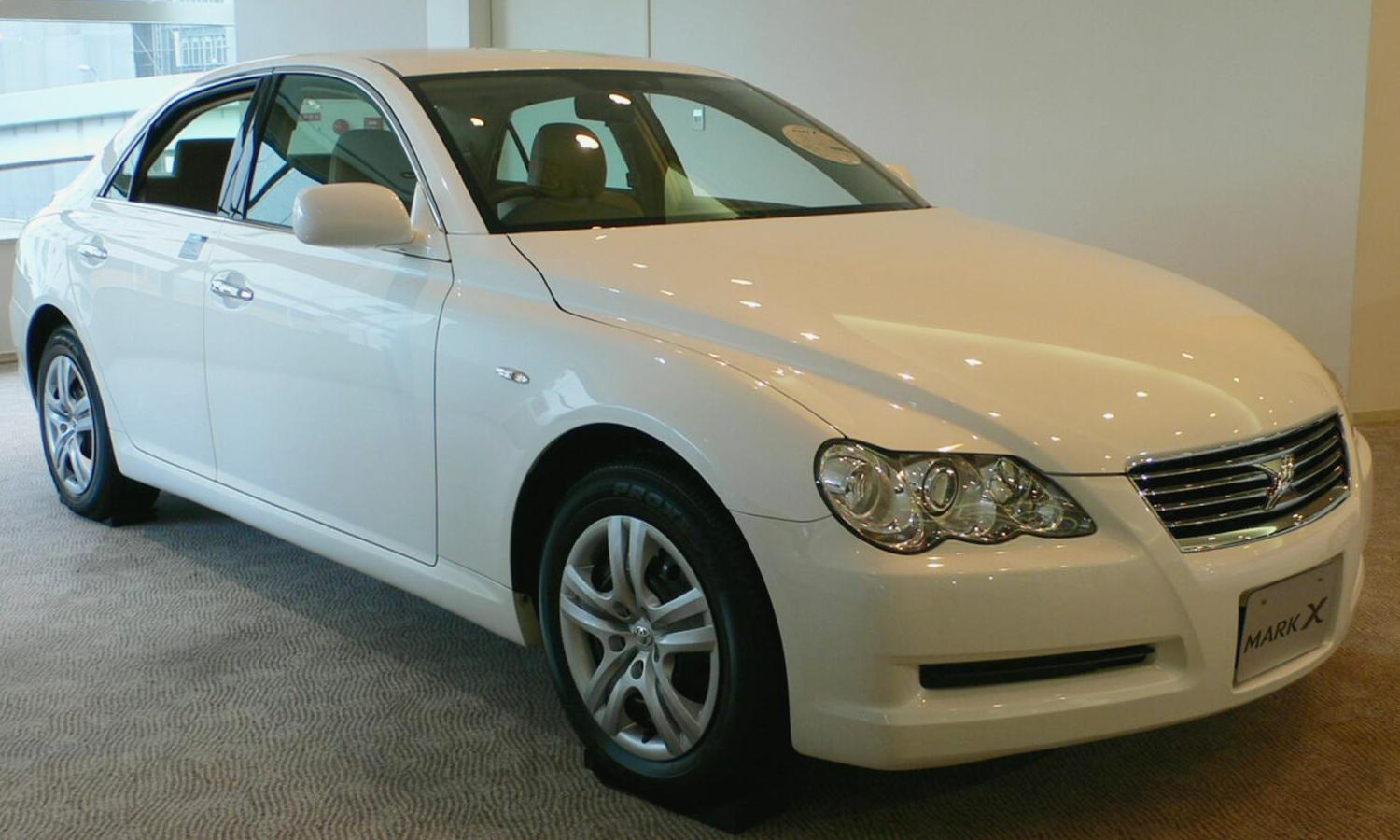
토요타 마크 X(전기형) 정측면

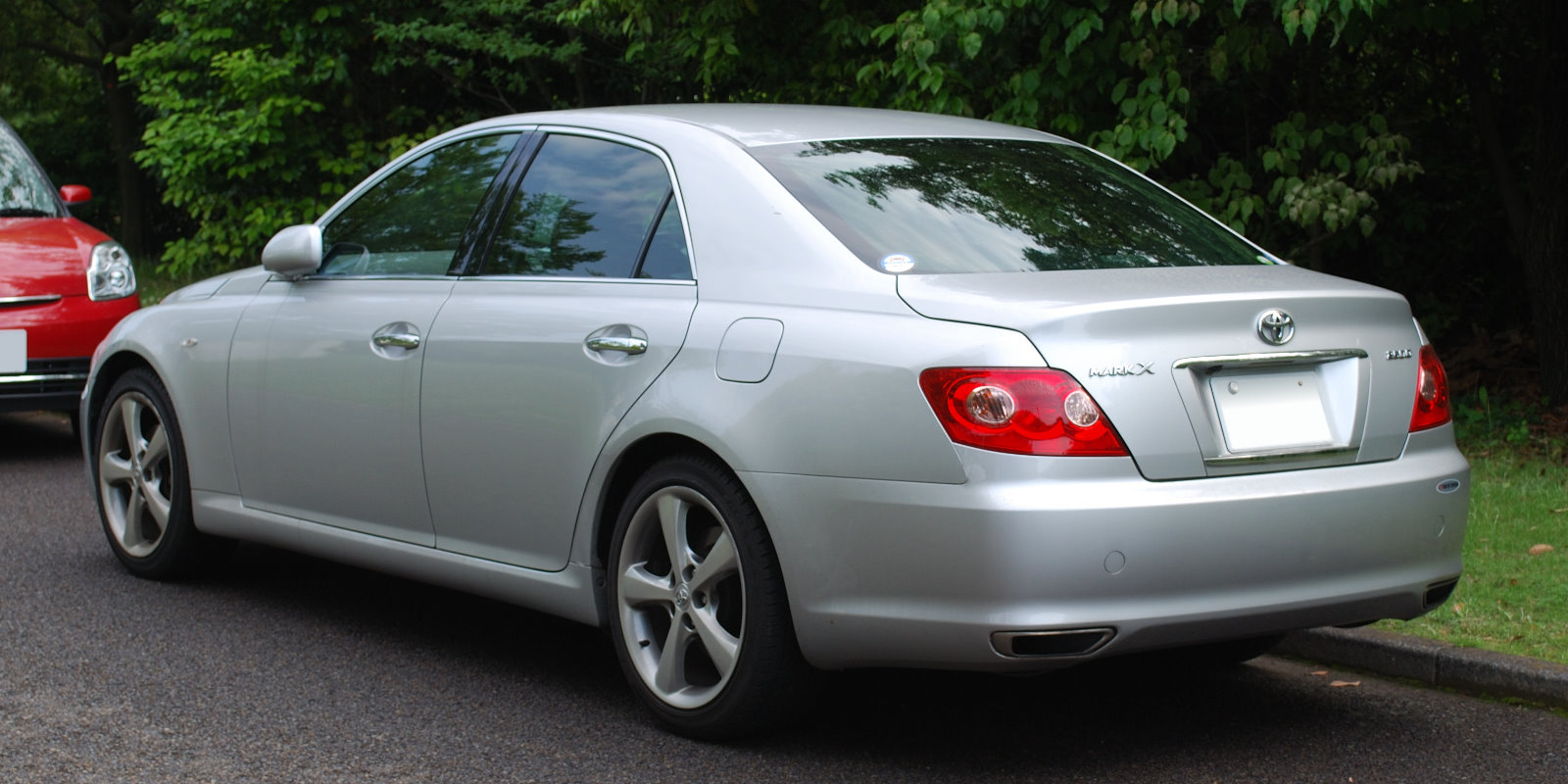
토요타 마크 X(전기형) 후측면

2004년 11월에 출시되었다. 크라운(12세대)의 대폭 개선된 플랫폼을 채용하는 것을 계기로, 차명 변경을 포함한 과감한 개혁을 실시한 것이 마크 X이다. 전형적인 세단이나, 마크 II의 정통적인 디자인에서 굵으면서 대담한 디자인으로 바뀌었다. 전고를 높여 스포츠 세단으로의 회귀를 꾀하였다. 리어 범퍼와 머플러의 테일 엔드가 일체화된 디퓨저 구조를 토요타제 고급 세단 중 처음 적용하였다. 2005년 10월부터는 중화인민공화국에서 레이즈라는 차명으로 현지 생산 및 판매가 시작되었다.

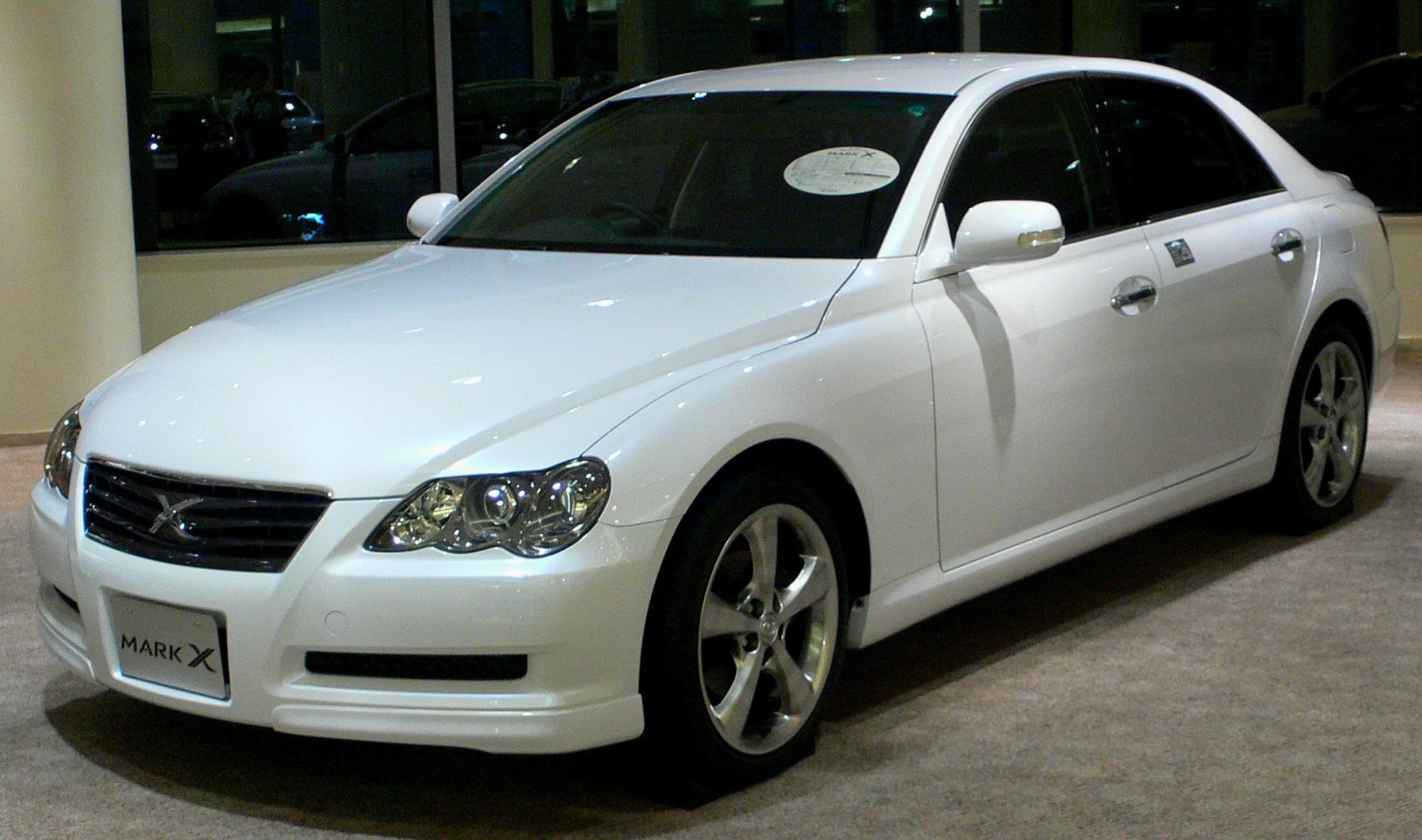
토요타 마크 X(후기형) 정측면
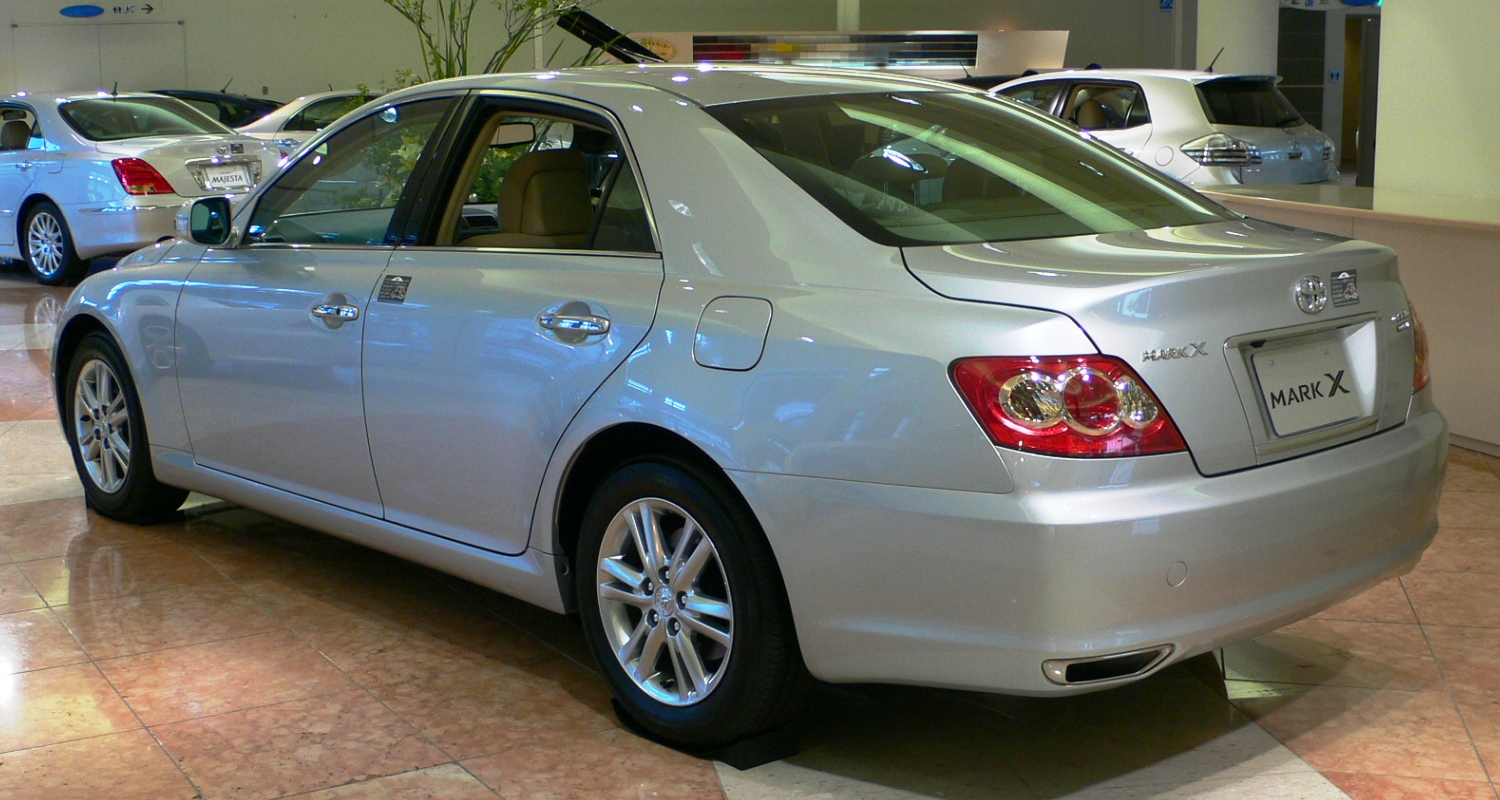
토요타 마크 X(후기형) 후측면
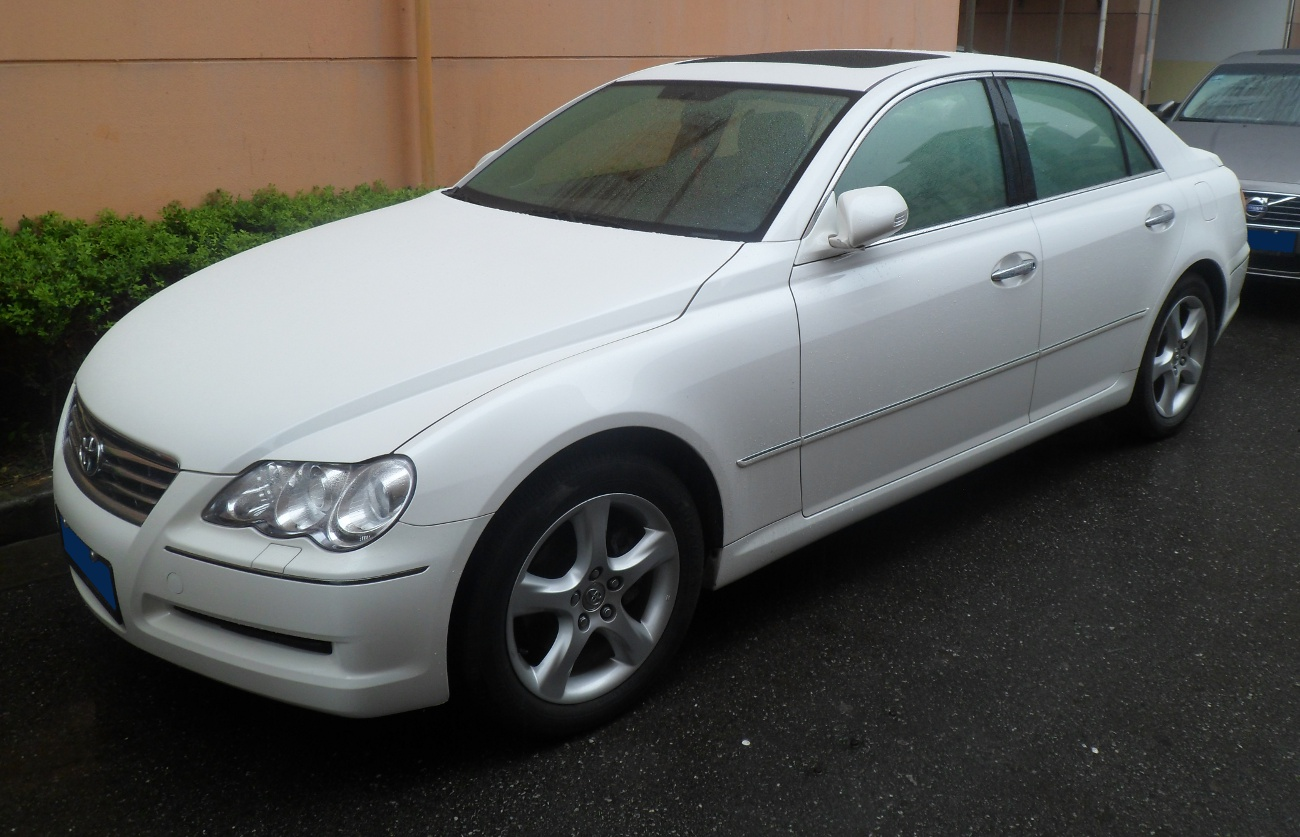
토요타 레이즈(중국 현지 차종 전기형) 정측면
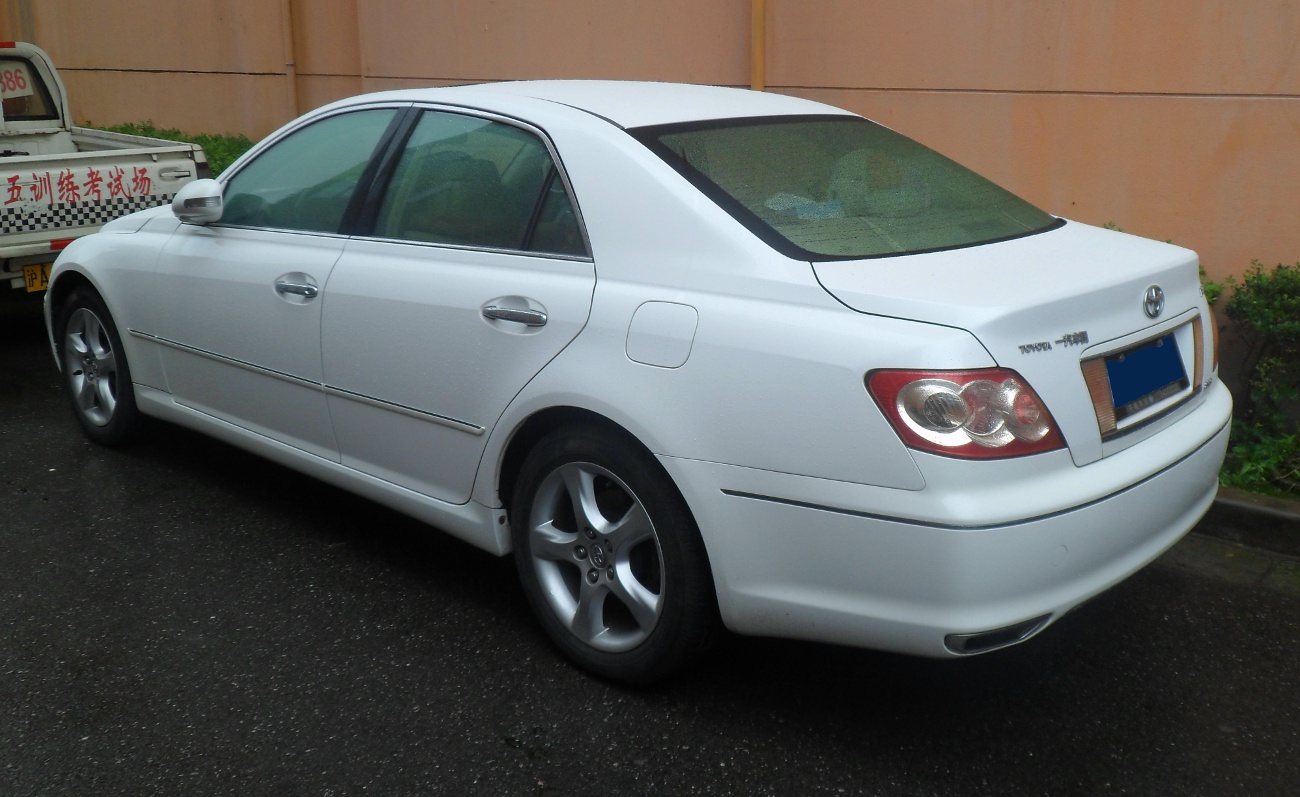
토요타 레이즈(중국 현지 차종 전기형) 후측면
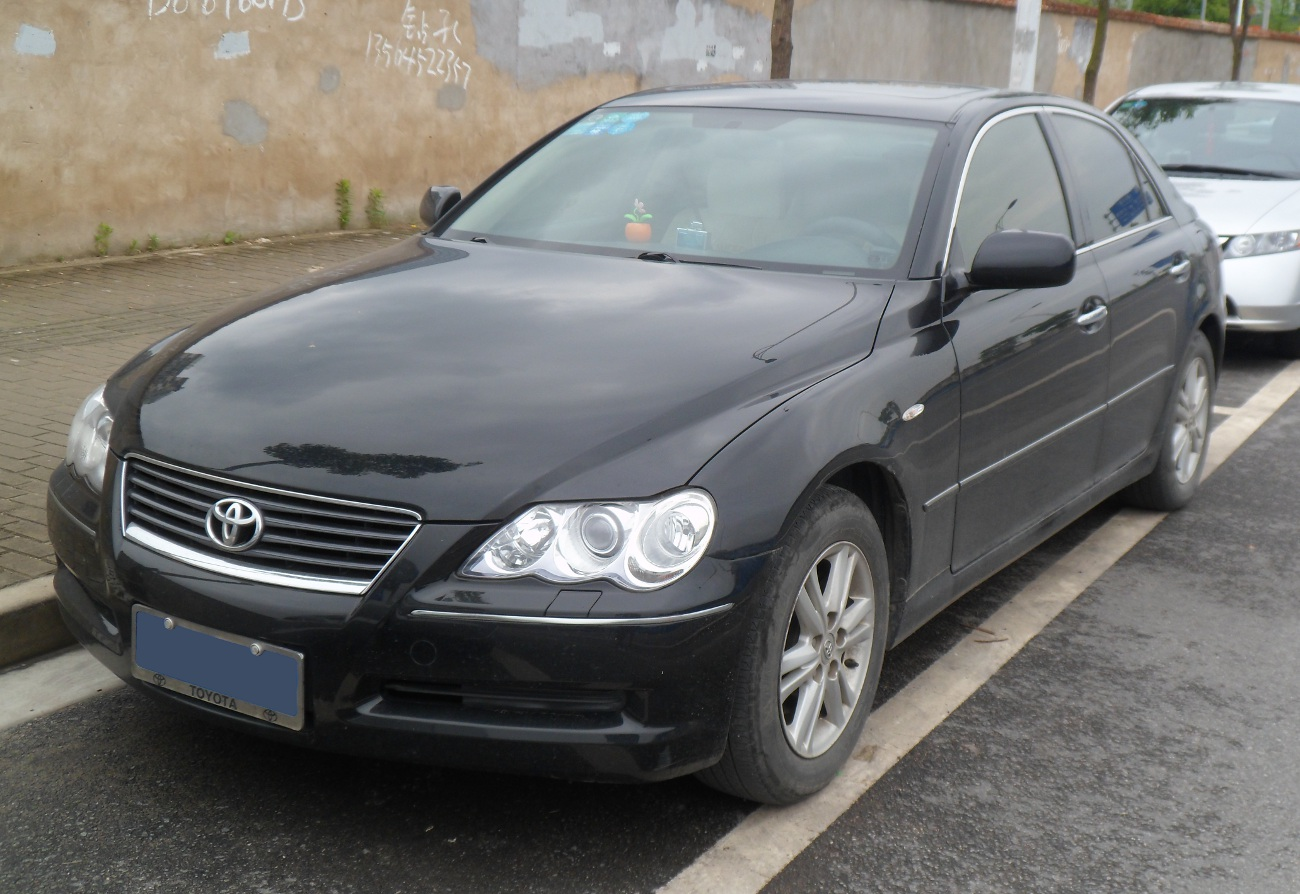
토요타 레이즈(중국 현지 차종 후기형) 정측면
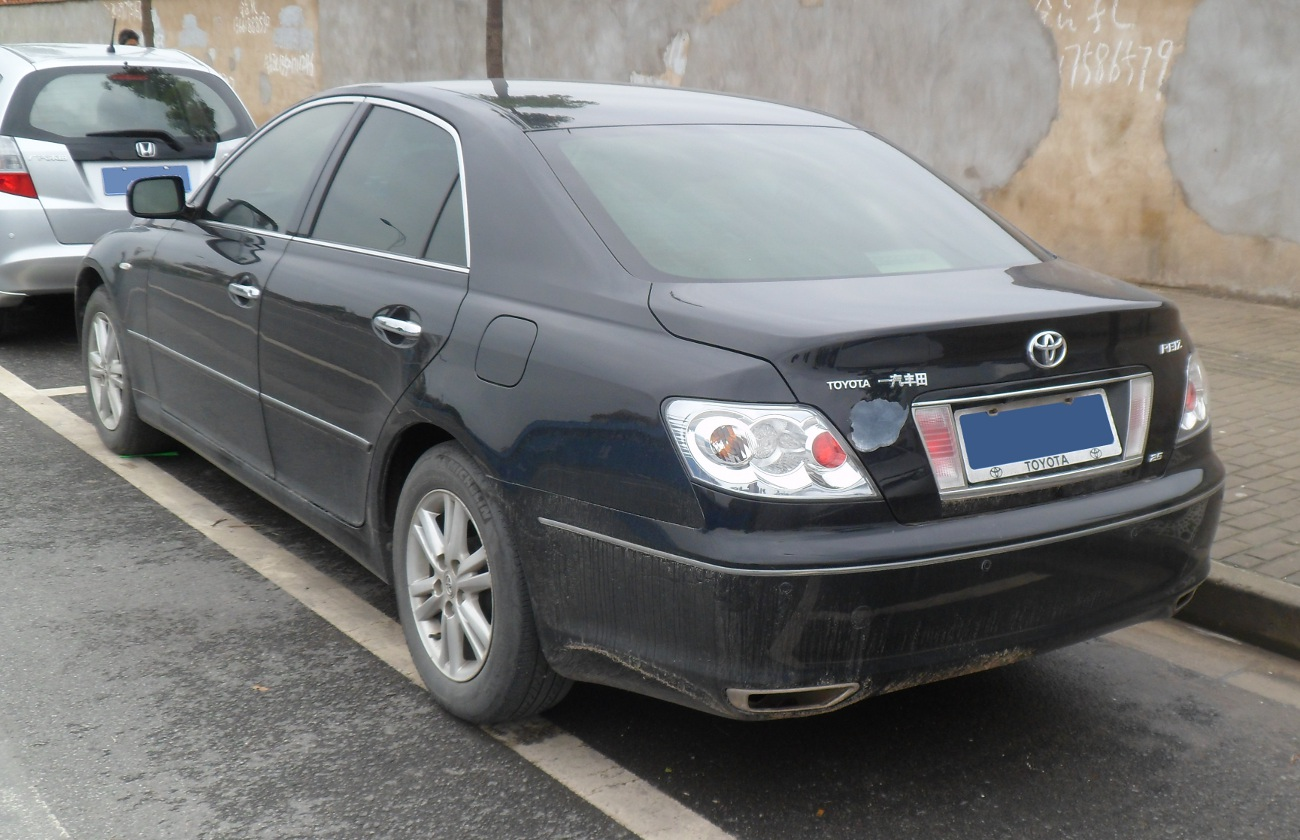
토요타 레이즈(중국 현지 차종 후기형) 후측면

## 2세대

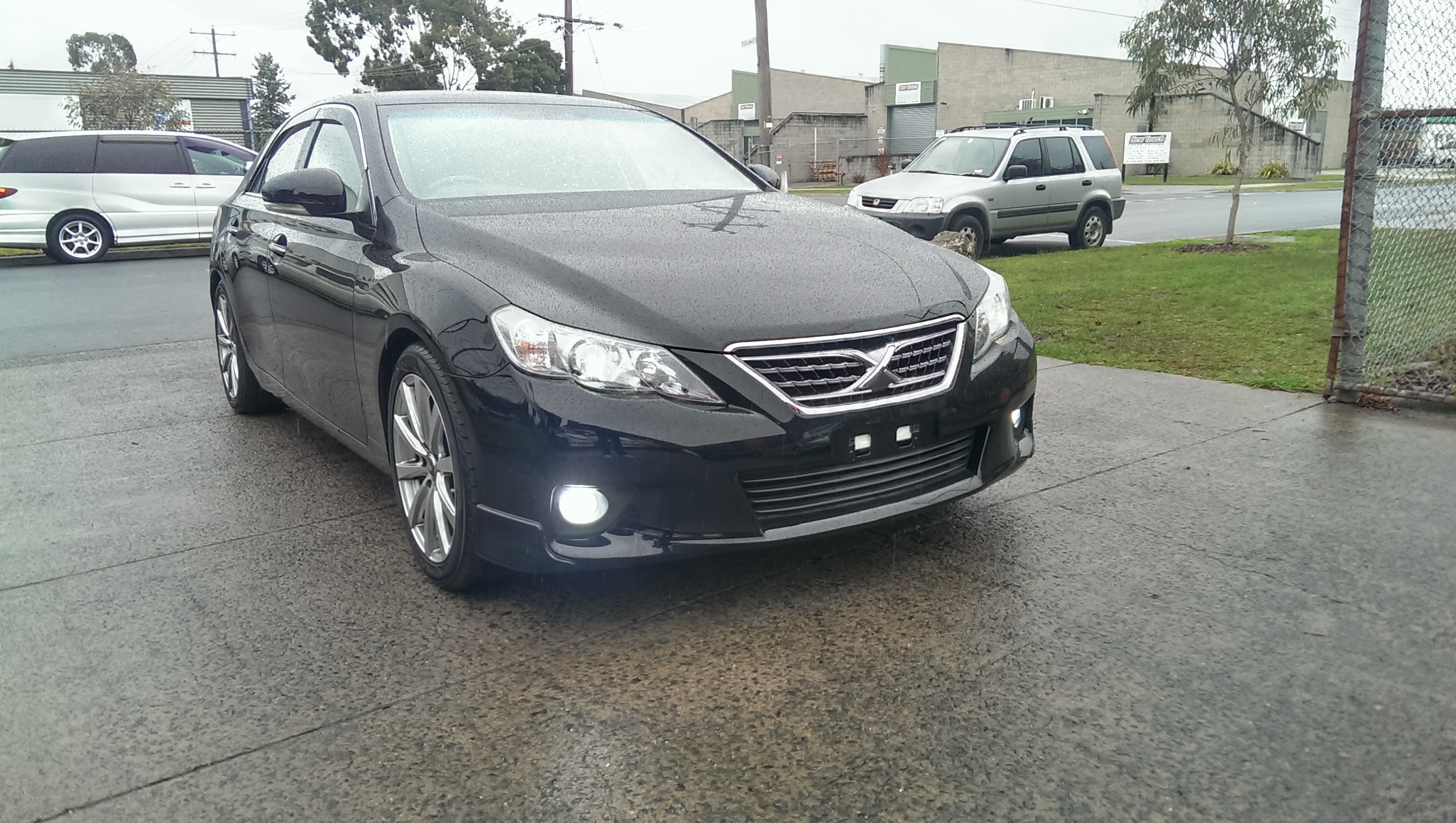
토요타 마크 X(전기형) 정측면

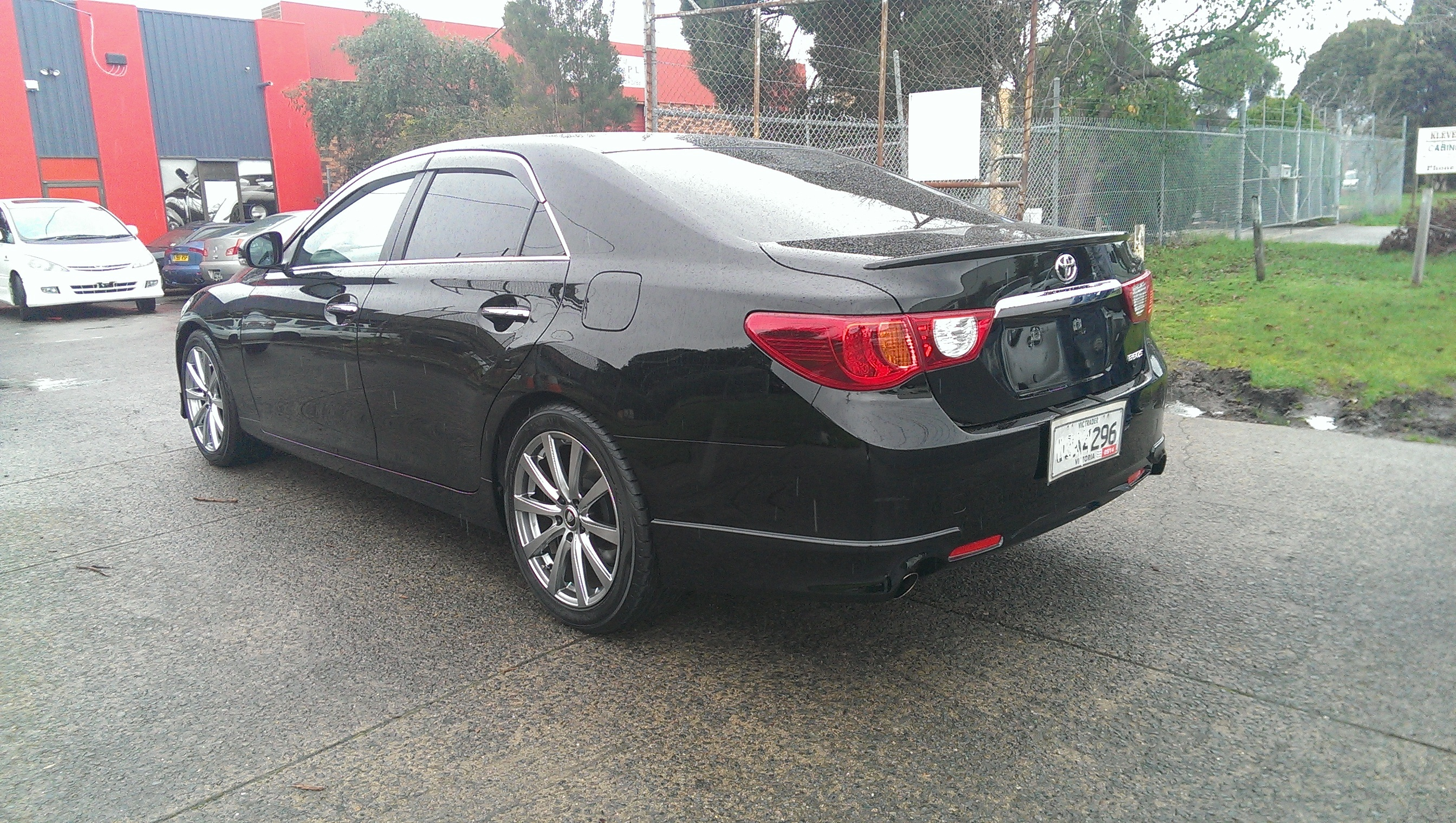
토요타 마크 X(전기형) 후측면

2009년 10월 19일에 출시되었다. 1세대의 디자인을 승화시켜 스포츠 세단이면서 고급 프리미엄 승용차로서의 진화를 시도하였다. 1세대의 정체성인 특유의 헤드 램프와 메시 타입 라디에이터 그릴이 유지되었다. 리어 램프도 헤드 램프와 통일성을 이루어 테일 게이트 부분까지 이어졌다. 7 에어백, 차체 자세 제어 장치, 트랙션 컨트롤 등이 모든 트림에 기본 적용되었다. 2012년 8월에 페이스 리프트를 거쳤고, 제진 재료 확대 적용으로 인한 정숙성 향상과 용접 스팟 수 추가에 따른 차체 강성 향상 등의 개선이 이루어졌다. 2017년 9월 27일에는 중화인민공화국에서의 현지 생산이 종료되었다. 2019년에 마크 X의 단종 계획이 발표되었고, 이로 인해 동년 4월에 파이널 에디션이 선보이기도 했다. 그리고 8개월 후인 12월 23일에 후속 차종 없이 단종되었다. 이로써 토요타의 후륜구동 중형 세단 계보는 막을 내리게 된다.

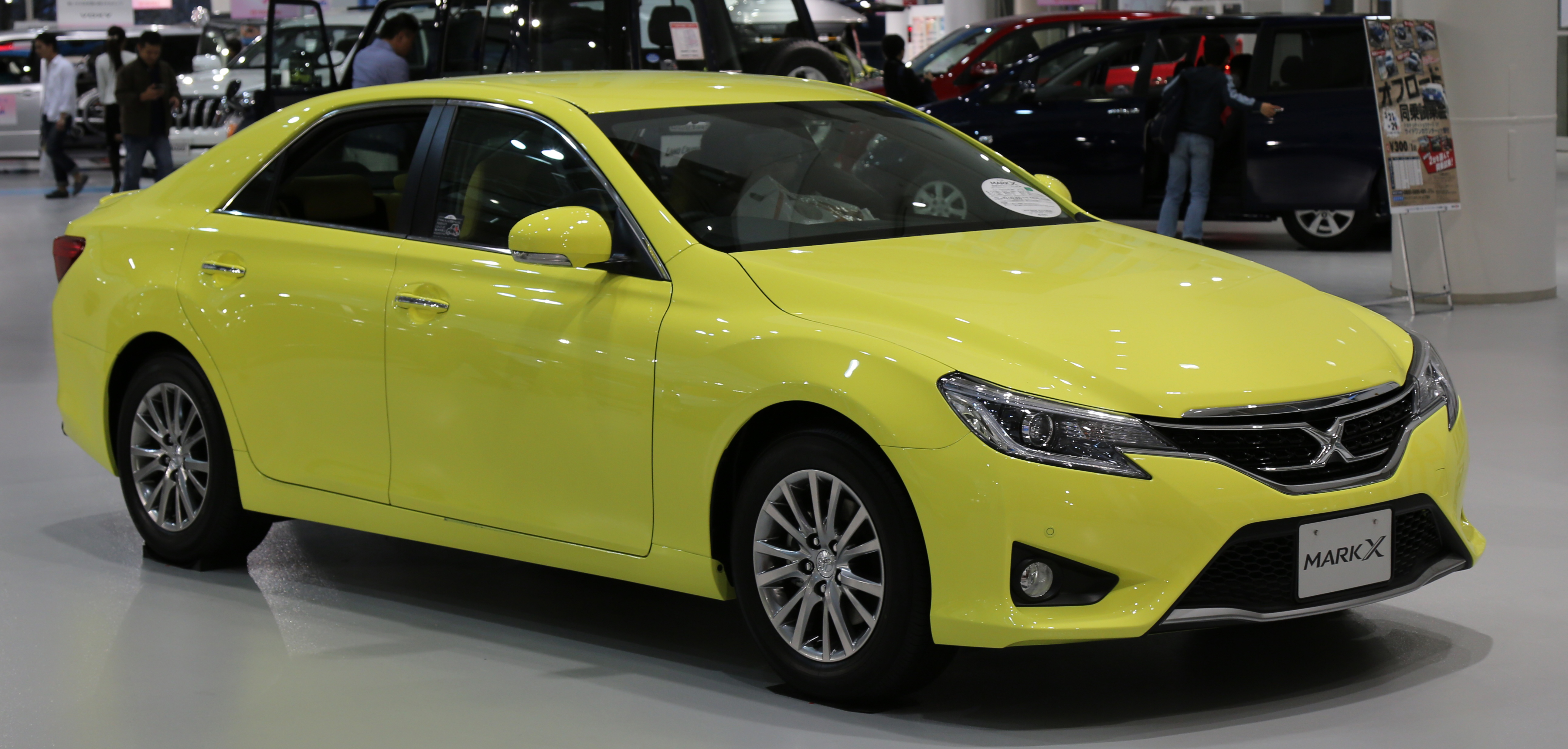
토요타 마크 X(후기형) 정측면
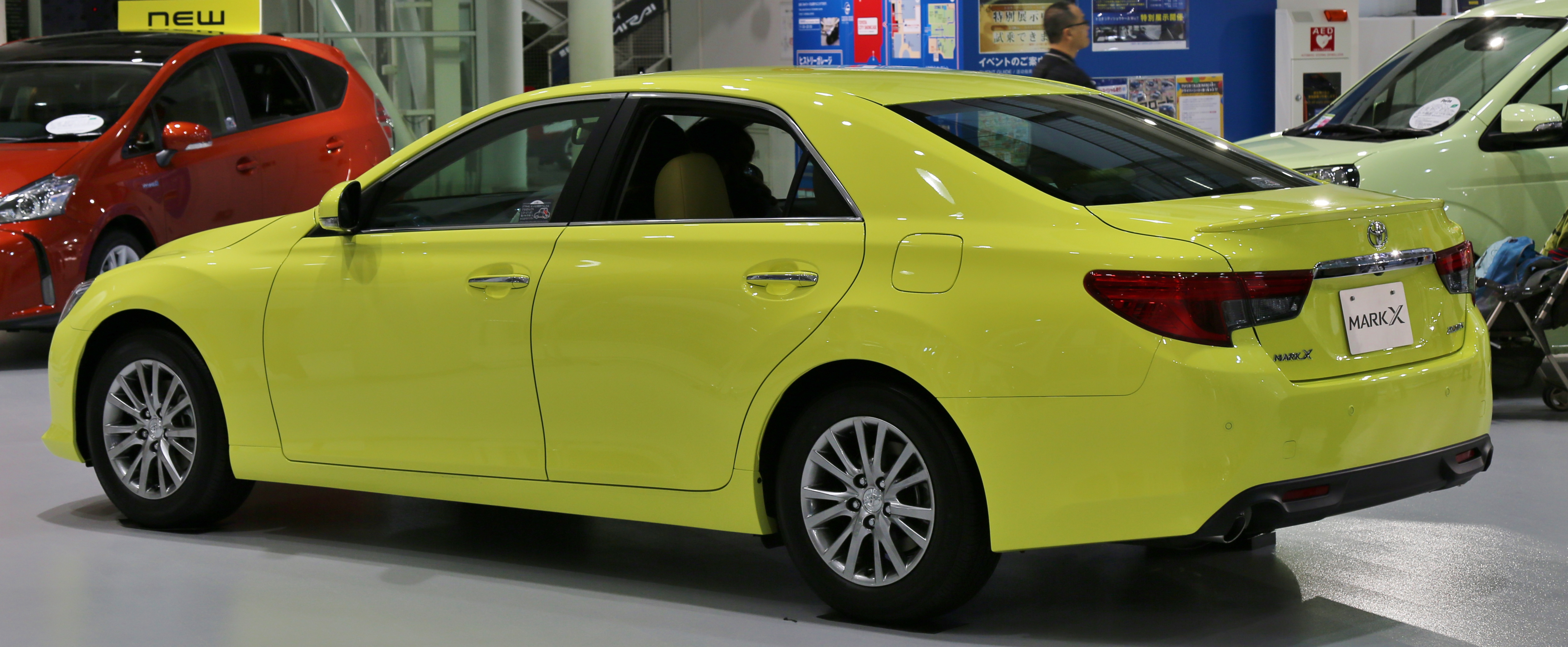
토요타 마크 X(후기형) 후측면
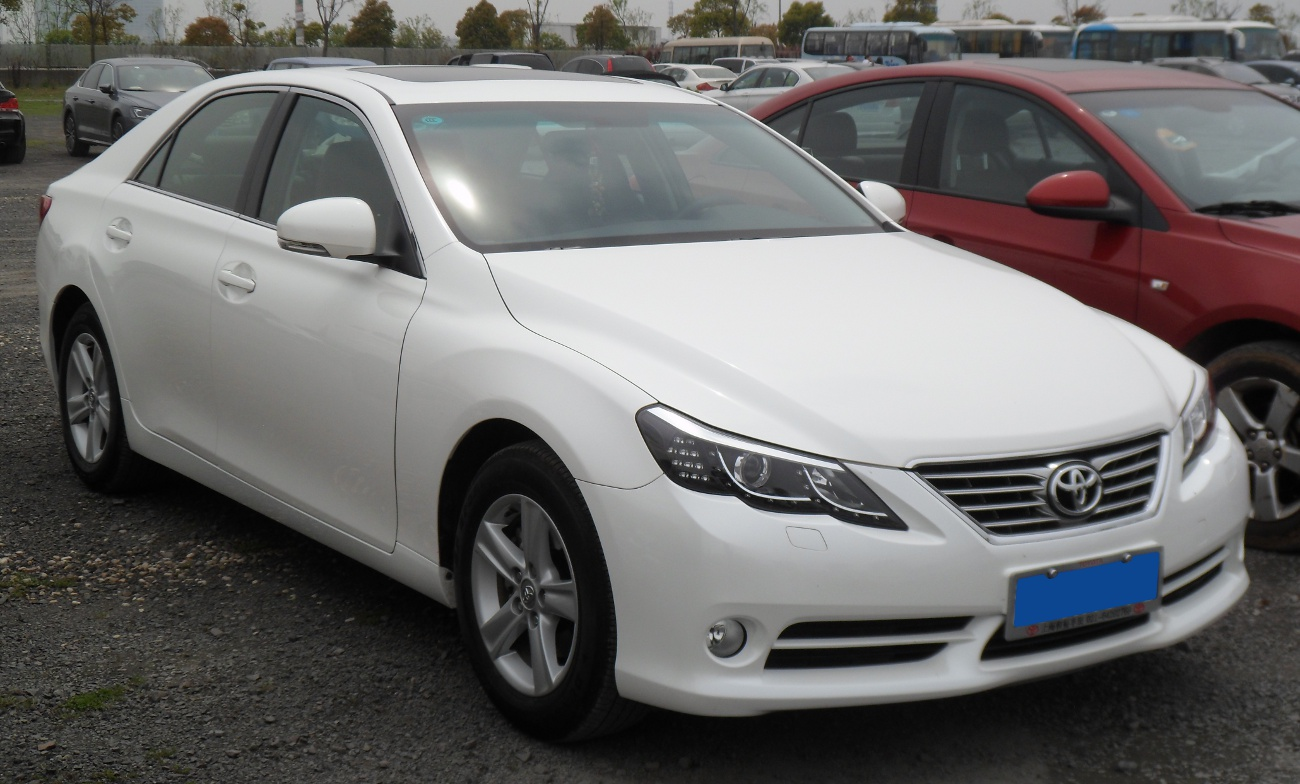
토요타 레이즈(중국 현지 차종 전기형) 정측면
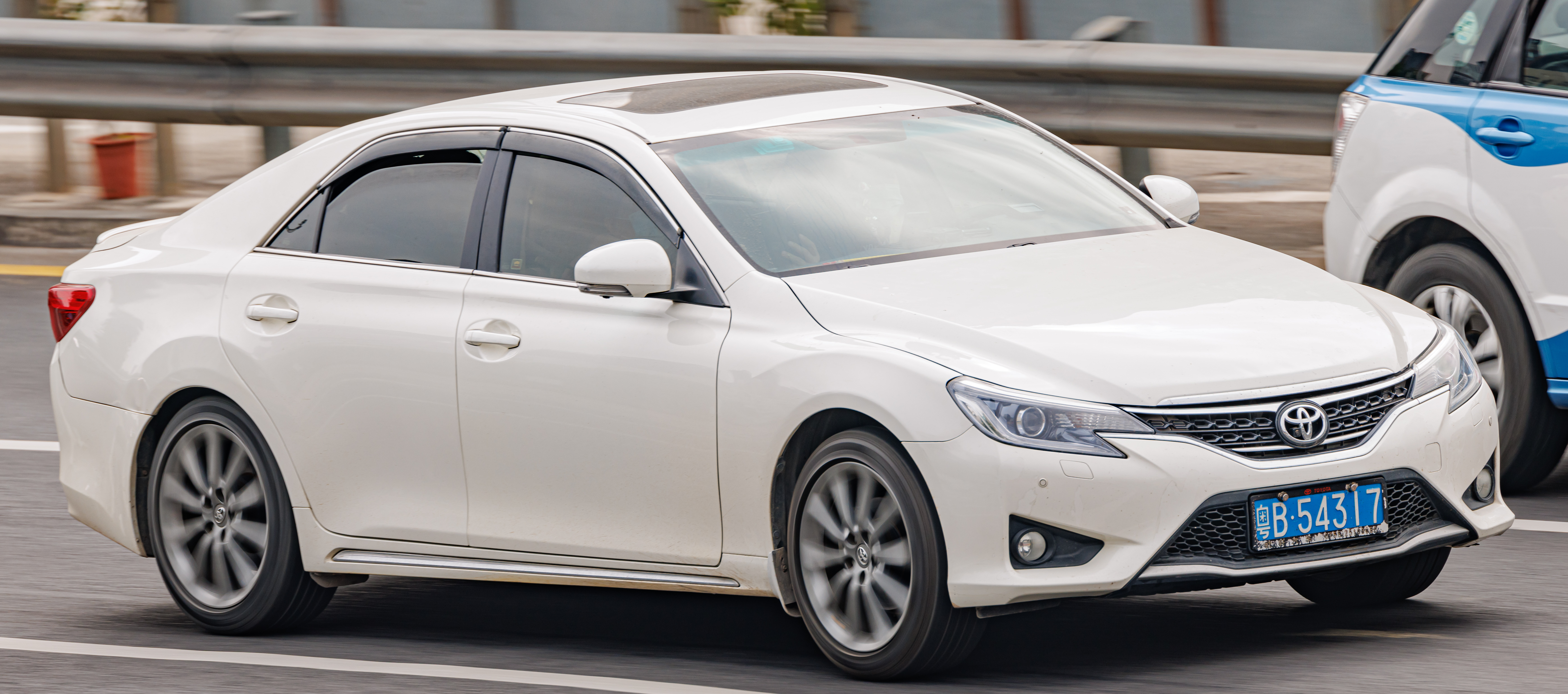
토요타 레이즈(중국 현지 차종 후기형) 정측면
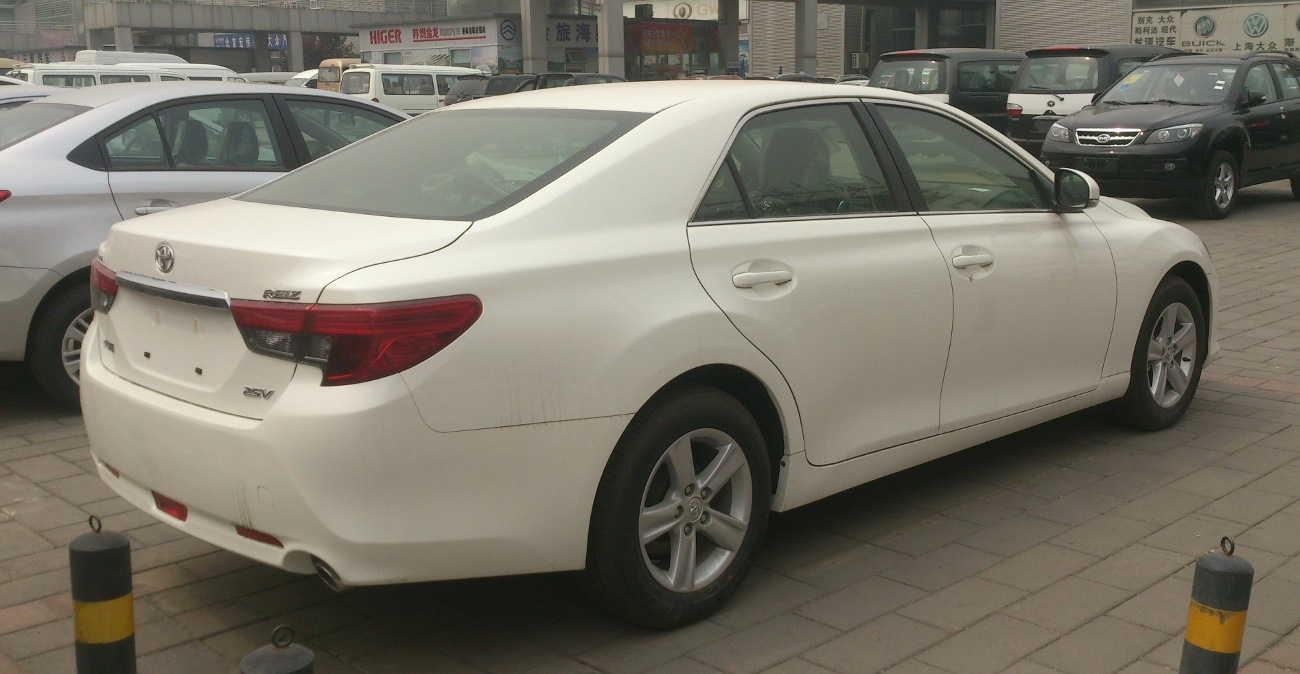
토요타 레이즈(중국 현지 차종 후기형) 후측면